# Charles Band
Pour les articles homonymes, voir Charles Band et Band.
Charles Band est un producteur de cinéma, réalisateur et scénariste américain, né le 27 décembre 1951 à Los Angeles.

## Biographie
Il est le père d'Alex Band (ancien leader du groupe The Calling). Son grand-père, Max Band était un artiste peintre et son père Albert Band, producteur de films fantastiques. Il est le frère de Richard Band, compositeur de musiques de films.

## Filmographie
(novembre 2012).

### Comme producteur
- 1973 : Cupid in a Dental Parlor (en)
- 1976 : Mansion of the Doomed (en)
- 1977 : Crash! (en)
- 1977 : Cinderella
- 1977 : Destruction planète Terre (End of the World)
- 1978 : Rayon laser (Laserblast)
- 1978 : Fairy Tales (en)
- 1979 : Le Piège (Tourist Trap)
- 1980 : Le Jour de la fin des temps (The Day Time Ended)
- 1981 : The Best of Sex and Violence
- 1982 : Famous T & A (vidéo)
- 1982 : Parasite
- 1983 : Filmgore (vidéo)
- 1983 : Metalstorm : La Tempête d'acier (Metalstorm: The Destruction of Jared-Syn)
- 1984 : Trancers
- 1984 : Mestema, le maître du donjon (Ragewar)
- 1985 : Transmutations (Underworld)
- 1985 : Ghoulies
- 1985 : Savage Island
- 1986 : Zombiethon
- 1986 : Robot Holocaust (vidéo)
- 1986 : Rawhead Rex, le monstre de la lande (Rawhead Rex)
- 1986 : Dreamaniac
- 1986 : Troll
- 1986 : Eliminators (en)
- 1986 : TerrorVision
- 1986 : Le Guerrier fantôme (Ghost Warrior)
- 1986 : L'Alchimiste (The Alchemist)
- 1986 : Zone Troopers (en)
- 1986 : Fou à tuer (Crawlspace)
- 1986 : Breeders (en)
- 1986 : Aux portes de l'au-delà (From Beyond)
- 1987 : Pleasure Planet (Vicious Lips)
- 1987 : Valet Girls
- 1987 : Mutant Hunt (vidéo)
- 1987 : Ghoulies II
- 1987 : Les Poupées (Dolls)
- 1987 : The Princess Academy
- 1987 : Psychos in Love
- 1987 : Enemy Territory
- 1987 : Necropolis
- 1987 : Le Visiteur (The Caller)
- 1987 : Les Captives de l'espace (Slave Girls from Beyond Infinity)
- 1987 : Creepozoids
- 1987 : Galactic Gigolo
- 1988 : Terreur vaudou (The Occultist)
- 1988 : Sorority Babes in the Slimeball Bowl-O-Rama
- 1988 : Prison
- 1988 : Cellar Dweller
- 1988 : Assault of the Killer Bimbos
- 1988 : Ghost Town
- 1988 : Catacombs
- 1989 : Transformations
- 1989 : Le Jeu du tueur (Deadly Weapon)
- 1989 : Cemetery High
- 1989 : Bourse, bagne et business (Buy & Cell)
- 1989 : Cannibal Girls (Cannibal Women in the Avocado Jungle of Death)
- 1989 : Arena (en) de Peter Manoogian
- 1989 : Intruder
- 1989 : Ma prof est une extraterrestre (Dr. Alien)
- 1989 : Puppet Master
- 1989 : Les Gladiateurs de l'apocalypse (Robot Jox)
- 1990 : Shadowzone
- 1990 : Synthoïd 2030 (en) (Crash and Burn) (vidéo)
- 1990 : Meridian : Le Baiser de la Bête (Meridian) (vidéo)
- 1991 : Le Puits et le Pendule (The Pit and the Pendulum) (vidéo)
- 1991 : Subspecies
- 1991 : Puppet Master II
- 1991 : Trancers II
- 1991 : Puppet Master III: Toulon's Revenge
- 1991 : Dollman
- 1992 : Spellcaster (en) de Rafal Zielinski
- 1992 : Glutors (Seedpeople)
- 1992 : Doctor Mordrid
- 1992 : Jouets démoniaques (Demonic Toys)
- 1992 : Bad Channels
- 1992 : Trancers III (vidéo)
- 1992 : La Main des ténèbres (Netherworld)
- 1993 : Robot Wars (en)
- 1993 : Prehysteria!
- 1993 : Mandroid
- 1993 : Bloodstone: Subspecies II
- 1993 : Arcade (vidéo)
- 1993 : Remote (vidéo)
- 1993 : Dollman vs. Demonic Toys (vidéo)
- 1993 : Puppet Master 4
- 1993 : Beach Babes from Beyond
- 1994 : Shrunken Heads
- 1994 : Le Retour des dinosaures enchantés (Prehysteria! 2) (vidéo)
- 1994 : La Boutique fantastique (Pet Shop)
- 1994 : Oblivion
- 1994 : Invisible: The Chronicles of Benjamin Knight
- 1994 : Le Château du petit dragon (Dragonworld)
- 1994 : Bloodlust: Subspecies III
- 1994 : Trancers 4: Jack of Swords (vidéo)
- 1994 : Test Tube Teens from the Year 2000
- 1994 : Lurking Fear
- 1994 : Dark Angel: The Ascent (vidéo)
- 1994 : Puppet Master 5: The Final Chapter
- 1994 : Trancers 5: Sudden Deth (vidéo)
- 1994 : Beanstalk
- 1995 : Les dinosaures enchantés au golf (Prehysteria! 3) (vidéo)
- 1995 : Magic Island (vidéo)
- 1995 : Leapin' Leprechauns
- 1995 : Josh Kirby... Time Warrior: Chapter 5, Journey to the Magic Cavern (vidéo)
- 1995 : Josh Kirby... Time Warrior: Chapter 4, Eggs from 70 Million B.C. (vidéo)
- 1995 : Josh Kirby... Time Warrior: Chapter 3, Trapped on Toyworld (vidéo)
- 1995 : Josh Kirby... Time Warrior: Chapter 2, the Human Pets (vidéo)
- 1995 : Josh Kirby... Time Warrior: Chapter 1, Planet of the Dino-Knights (vidéo)
- 1995 : Huntress: Spirit of the Night
- 1995 : Castle Freak
- 1995 : Blonde Heaven
- 1996 : Virtual Encounters
- 1996 : Spellbreaker: Secret of the Leprechauns
- 1996 : Oblivion 2: Backlash
- 1996 : Magic in the Mirror: Fowl Play
- 1996 : Magic in the Mirror
- 1996 : Josh Kirby... Time Warrior: Chapter 6, Last Battle for the Universe (vidéo)
- 1996 : La Légende de Johnny Misto (Johnny Mysto: Boy Wizard)
- 1996 : Le Cerveau de la famille (Head of the Family)
- 1996 : Femalien
- 1996 : The Exotic House of Wax
- 1996 : Demon in the Bottle
- 1996 : Zarkorr! The Invader
- 1997 : Mystery Monsters
- 1997 : Lolita 2000
- 1997 : Hideous!
- 1997 : The Girls of Surrender Cinema (vidéo)
- 1997 : The Exotic Time Machine
- 1997 : The Creeps
- 1997 : Journal intime d'un vampire (Vampire Journals)
- 1997 : Bimbo Movie Bash
- 1998 : Shriek (Shrieker) de David DeCoteau
- 1998 : The Werewolf Reborn!
- 1998 : Virtual Encounters 2
- 1998 : Teen Knight
- 1998 : Teenage Space Vampires
- 1998 : Talisman
- 1998 : Hôtel Exotica (Hotel Exotica)
- 1998 : Frankenstein Reborn!
- 1998 : Femalien II
- 1998 : Clockmaker (vidéo)
- 1998 : The Secret Kingdom
- 1998 : Le Retour du puppet master (Curse of the Puppet Master)
- 1998 : The Shrunken City (vidéo)
- 1998 : Kraa! The Sea Monster
- 1998 : Beach Babes 2: Cave Girl Island
- 1998 : Subspecies 4: Bloodstorm
- 1999 : Witchouse (vidéo)
- 1999 : The Mistress Club
- 1999 : The Making of 'The Killer Eye' (vidéo)
- 1999 : Lip Service (vidéo)
- 1999 : Hollywierd
- 1999 : Dungeon of Desire (vidéo)
- 1999 : Casting Couch (vidéo)
- 1999 : The Boy with the X-Ray Eyes (en)
- 1999 : Auditions from Beyond (vidéo)
- 1999 : Alien Arsenal (TV)
- 1999 : The Killer Eye
- 1999 : Veronica 2030
- 1999 : La Ville fantôme (Phantom Town) (vidéo)
- 1999 : Murdercycle
- 1999 : Hidden Beauties
- 1999 : The Excalibur Kid
- 1999 : Pleasurecraft
- 1999 : Timegate: Tales of the Saddle Tramps (vidéo)
- 1999 : Shapeshifter
- 1999 : Andromina: The Pleasure Planet
- 1999 : Blood Dolls
- 1999 : Freeway II: Confessions of a Trickbaby
- 1999 : Totem (vidéo)
- 1999 : Shandra: The Jungle Girl
- 1999 : Retro Puppet Master
- 1999 : Planet Patrol
- 1999 : Search for the Jewel of Polaris: Mysterious Museum (TV)
- 1999 : Ragdoll
- 2000 : Zorrita: Passion's Avenger
- 2000 : Witchouse 2 (Witchouse 2: Blood Coven) (vidéo)
- 2000 : Voodoo Academy
- 2000 : Virgins of Sherwood Forest (vidéo)
- 2000 : Stitches (vidéo)
- 2000 : Revival of the Living Dead: The Making of 'The Dead Hate the Living!' (vidéo)
- 2000 : Les Fantasmes d'une milliardaire (The Regina Pierce Affair) (vidéo)
- 2000 : Castle of the Dead (Prison of the Dead) (vidéo)
- 2000 : Passion's Obsession
- 2000 : NoAngels.com (vidéo)
- 2000 : Killjoy (vidéo)
- 2000 : The Horrible Dr. Bones
- 2000 : Frankenstein & the Werewolf Reborn!
- 2000 : The Exotic Time Machine II: Forbidden Encounters (TV)
- 2000 : Le Journal des désirs (Diary of Lust)
- 2000 : Les morts haïssent les vivants (The Dead Hate the Living!)
- 2000 : Making of 'Stitches' (vidéo)
- 2000 : Making of 'The Vault' (vidéo)
- 2000 : The St. Francisville Experiment
- 2000 : Sideshow
- 2000 : The Vault (vidéo)
- 2000 : Task Force 2001 (vidéo)
- 2001 : Castle Eros
- 2001 : Horrorvision (vidéo)
- 2001 : Platinum Blonde
- 2001 : Train Quest
- 2001 : Phantom Love
- 2001 : Song of the Vampire (vidéo)
- 2001 : Passion Lane (vidéo)
- 2001 : Demonicus
- 2001 : Vengeance of the Dead (vidéo)
- 2001 : Witchouse 3: Demon Fire (vidéo)
- 2002 : Pulse Pounders
- 2002 : Killjoy 2: Deliverance from Evil (vidéo)
- 2002 : Cryptz (vidéo)
- 2002 : Hell Asylum (vidéo)
- 2002 : Trancers 6 (vidéo)
- 2002 : Full Moon Fright Night (série télévisée)
- 2002 : Groom Lake
- 2002 : Deathbed (vidéo)
- 2002 : Jigsaw (vidéo)
- 2002 : Scared
- 2002 : Bleed (vidéo)
- 2003 : Deadly Stingers
- 2003 : Birth Rite (vidéo)
- 2003 : Delta Delta Die! (vidéo)
- 2003 : Puppet Master: The Legacy (vidéo)
- 2004 : Cinemaker (vidéo)
- 2004 : Tomb of Terror (vidéo)
- 2004 : Puppet Master vs Demonic Toys (TV)
- 2005 : Blood, Sweat, & Fears (vidéo)
- 2005 : Decadent Evil (vidéo)
- 2005 : Doll Graveyard
- 2005 : The Gingerdead Man
- 2006 : Petrified (vidéo)
- 2007 : Ghost Poker (Dead Man's Hand)
- 2008 : Gingerdead Man 2: Passion of the Crust

### comme réalisateur
- 1973 : Last Foxtrot in Burbank
- 1977 : Crash! (en)
- 1982 : Parasite
- 1983 : Metalstorm : La Tempête d'acier (Metalstorm: The Destruction of Jared-Syn)
- 1984 : Trancers
- 1985 : Mestema, le maître du donjon (Ragewar)
- 1986 : L'Alchimiste (The Alchemist)
- 1990 : Synthoïd 2030 (en) (Crash and Burn) (vidéo)
- 1990 : Meridian : Le Baiser de la Bête (Meridian) (vidéo)
- 1991 : Trancers II
- 1992 : Doctor Mordrid
- 1993 : Prehysteria!
- 1993 : Dollman vs. Demonic Toys (vidéo)
- 1996 : Le Cerveau de la famille (Head of the Family)
- 1997 : Mystery Monsters
- 1997 : Hideous!
- 1997 : The Creeps (The Creeps)
- 1999 : Blood Dolls
- 2000 : NoAngels.com (vidéo)
- 2002 : Pulse Pounders
- 2002 : Full Moon Fright Night (série télévisée)
- 2003 : Puppet Master: The Legacy (vidéo)
- 2004 : Dr. Moreau's House of Pain (vidéo)
- 2005 : Decadent Evil (vidéo)
- 2005 : Doll Graveyard
- 2005 : The Gingerdead Man
- 2006 : Petrified (vidéo)
- 2006 : Evil Bong
- 2007 : Ghost Poker (Dead Man's Hand)
- 2007 : Decadent Evil II (vidéo)
- 2011 : Killer Eye: Halloween Haunt
- 2012 : Puppet Master X : Axis Rising
- 2017 : Puppet Master: Axis Termination
- 2018 : Evil Bong 777
- 2018 : Puppet Master: Blitzkrieg Massacre
- 2020 : Barbie & Kendra Storm Area 51
- 2022 : Famous T&A 2
- 2023 : Critters, Carnivores and Creatures
- 2023 : Carnage Collection: Vampire Bloodlust
- 2023 : Carnage Collection: Vicious Violence & Vengeance
- 2023 : AIMEE: The Visitor
- 2024 : Barbie & Kendra Crash Joe Bob's Drive-In Jamboree

### comme scénariste
- 1978 : Auditions
- 1979 : Fairy Tales
- 1984 : Mestema, le maître du donjon (Ragewar)
- 1992 : Seedpeople
- 1993 : Dollman vs. Demonic Toys (vidéo)
- 1996 : Le Cerveau de la famille (Head of the Family)
- 1999 : Blood Dolls

### comme acteur
- 1962 : Conquérants héroïques (La Leggenda di Enea) : Ascanio
- 1986 : Troll : Young couple on TV